# Escandinavo-brasileiro
Escandinavo-brasileiro é um brasileiro com total, parcial ou predominante ascendência escandinava, ou uma pessoa nascida na região da Escandinávia e radicada no Brasil.
O assentamento escandinavo no Brasil começou em meados do século XIX e predominou na época em que 13 mil imigrantes da Dinamarca, Noruega, Islândia e principalmente Suécia chegaram ao Brasil. Muitos escandinavos vieram para o Brasil por razões econômicas e para começar uma nova vida.

## História
Em 1768, o cientista Daniel Solander, discípulo de Carl von Linné, foi o primeiro sueco conhecido a chegar ao Brasil.
As relações entre o Brasil e a Suécia estavam arraigadas nos laços familiares entre as famílias reais brasileiras e suecas e na emigração sueca para o Brasil no final do século XIX. A esposa do Rei Óscar I da Suécia e da Noruega, rainha Josefina (de Leuchtenberg), era irmã da Imperatriz Amélia (de Leuchtenberg), esposa do Imperador Pedro I.Na Igreja de Riddarholmen em Estocolmo, onde estão sepultados muitos reis suecos, há placas comemorativas dos Imperadores Pedro I e Pedro II, bem como do Presidente Epitácio Pessoa (que receberam a Ordem Real dos Serafins).
As relações diplomáticas entre o Brasil e a Suécia foram estabelecidas em 1826. Os primeiros emigrantes suecos chegaram ao Brasil em 1890, e em 1909 foi iniciada a primeira linha marítima entre os dois países.
A emigração em massa da Noruega começou por volta de 1865 a 1866, após o fim da guerra civil. Vários proprietários de navios viram a oportunidade de ganhar um bom dinheiro transportando migrantes para o Novo Mundo. Estados Unidos, Canadá e Brasil receberam muitos noruegueses.
Em Curitiba, um dos primeiros escandinavos a se destacar foi Alfredo Andersen, um artista que chegou ao final do século XIX e pintou até a década de 1930. O Museu Alfredo Andersen contém grande parte de sua obra, localizada no Paraná. Além disso, os imigrantes islandeses estabeleceram-se lá em 1863 e novamente em 1873.
Provavelmente, a maior concentração de imigrantes suecos no Brasil está localizada na área de Missões, no sul do Estado do Rio Grande do Sul, onde no final do século 19, 200 famílias suecas se mudaram para a cidade de Guarani das Missões.
Exemplos dessa imigração é a Casa Karlson (Casa Sueca) em Guarani das Missões, a Svenska Kulturhuset no bairro da Linha Jansen (Farroupilha, RS), a Missão de Örebro em Venâncio Aires, RS. Os grupos culturais suecos incluem o balé Svenska Danser de Ijuí, RS e o Ballet Patrícia Johnson de Bento Gonçalves, RS.
Em abril de 2010, a cidade de Nova Roma, RS celebrou o 120º aniversário da imigração sueca para a cidade. Anteriormente, em 1991, a cidade de Ijuí, RS celebrou a imigração dos escandinavos para sua cidade (principalmente suecos) com a abertura de um Centro Cultural Sueco na cidade.
Houve também imigração significativa de cidadãos suecos e dinamarqueses para São João da Boa Vista, no Estado de São Paulo. No mesmo Estado, imigrantes suecos, em Sorocaba, a exemplo de seus vizinhos alemães, foram fundamentais na industrialização desta cidade (Fundição Ipanema). E, na Capital, há considerável contingente de suecos (bem como de dinamarqueses e noruegueses), de sorte que São Paulo hoje é considerada um dos maiores polos de empresas suecas no mundo, ao lado da tradicional Gotemburgo. Ainda nesta Capital, há a Feira Escandinava (que dispensa apresentações), no Clube Pinheiros (clube ligado à comunidade alemã) sempre em novembro. No bairro do Campo Belo (principal reduto escandinavo), há a Igreja Luterana Escandinava de São Paulo e a Associação Escandinava Nordlyset. Não muito longe deste bairro, temos na Chácara Flora, escandinavos em seu povoamento. Mais ao sul da metrópole, há a sede recreativa do clube escandinavo, na Represa Billings. E foi tanto nesta, como na Represa de Guarapiranga onde, graças à paixão pelas águas e pela tradição herdada dos antepassados, o Brasil passou a ser mais respeitado em uma modalidade esportiva sem muito espaço no noticiário especializado (mesmo em anos olímpicos), mas que, graças a atletas desde Lars Bjorkstrom até o multicampeão Robert Scheidt, trouxe ao país medalhas de ouro, prata e bronze: o iatismo. De sorte que há um bairro em São Paulo que os homenageia: Veleiros. Um outro sueco que merece destaque é Albert Lofgren, que dá nome ao Horto Florestal paulistano e nomeia uma tradicional rua que serve de limite entre os bairros de Vila Mariana (Vila Clementino) e Saúde, a Rua Loefgreen. O bairro da Saúde, além de nipônicos, também teve centro-europeus (alemães, principalmente), russos e suecos em seu povoamento.
Na década de 1920, os imigrantes dinamarqueses nas áreas rurais de Aiuruoca lançaram as bases para a moderna produção brasileira de queijos.

## Religião e Cultura
A Igreja Escandinava no Brasil faz parte da Igreja Sueca no Exterior (SKUT) - que pertence à Igreja Sueca. Eles oferecem serviços para escandinavos ou pessoas com interesses relacionados aos escandinavos. Eles têm igrejas no Rio de Janeiro e São Paulo.
A Igreja Norueguesa no Exterior ou a igreja Norueguesa de Marinheiros estão localizadas no Rio de Janeiro. A Igreja norueguesa no exterior ou A Igreja dos marinheiros noruegueses (norueguês: Sjømannskirken) é uma organização religiosa que serve noruegueses e outros escandinavos que viajam para o exterior. Fundada em 1864, a Missão dos Marinheiros Noruegueses - Sjømannsmisjonen - foi criada para garantir a educação moral e religiosa dos marinheiros escandinavos, mas também para lhes dar uma "sala de respiração" onde um compatriota estava disponível para dar ouvidos e dar alguma atenção. Hoje, as igrejas e seus funcionários, juntamente com pastores viajantes em todo o mundo, representam um "centro de recursos" para todos os noruegueses que viajam internacionalmente.
Além disso, ao longo do tempo, muitos dos escandinavos se converteram ao catolicismo romano ou, mais recentemente, a outras formas de protestantismo.

## Associação Escandinava no Rio
Em 1933, o 50 "Ars Pokalen" foi criado, para viajar dentro da colônia sueca e norueguesa, para ser dado a um membro do sexo masculino em seu 50º aniversário, tendo vivido pelo menos 2 anos no Rio de Janeiro. Em 1947, a Associação Sueca foi criada. Algumas das primeiras empresas suecas foram estabelecidas logo antes da Primeira Guerra Mundial. Em 1950, a Associação Dinamarquesa (Den Danske Klub) foi estabelecida e ainda está em funcionamento. Em 1951, o torneio de golfe escandinavo começou e ainda está em andamento. O vencedor recebe uma taça de desafio. Em 1955, a Associação Norueguesa (Det Norske Samfund) foi estabelecida.
Em 1994, a Associação Norueguesa foi suspensa, pois houve uma notável redução de noruegueses no Rio nos últimos três anos e poucos noruegueses que permaneceram tiveram a possibilidade de manter a Associação em funcionamento. Em 2001, a Associação Sueca transformou-se na Associação Escandinava e desde então inclui todos os países nórdicos: Dinamarca, Finlândia, Islândia, Noruega e Suécia.

## Escandinavos em números
Atualmente o Brasil conta com o maior número de escandinavos residentes na América Latina.
| N° | País      | 2015 |
| -- | --------- | ---- |
| 1  | Suécia    | 757  |
| 2  | Noruega   | 685  |
| 3  | Finlândia | 617  |
| 4  | Dinamarca | 589  |
| 5  | Islândia  | 576  |

| N° | País      | 2012  |
| -- | --------- | ----- |
| 1  | Suécia    | 2,042 |
| 2  | Noruega   | 1,477 |
| 3  | Dinamarca | 1,283 |
| 4  | Finlândia | 713   |
| 5  | Islândia  | 29    |

## Escandinavo-brasileiros notáveis
Ver:
- Categoria:Brasileiros de ascendência dinamarquesa
- Categoria:Brasileiros de ascendência norueguesa
- Categoria:Brasileiros de ascendência sueca